# Давиденко, Владимир Иванович
Владимир Иванович Давиденко (29 июля 1948, Запорожская область — 7 декабря 2008) — российский политический деятель, депутат Государственной Думы ФС РФ второго созыва (1995—1999).

## Биография
Родился в 1948 году в Запорожской области, Украинская ССР в семье военнослужащего. По национальности украинец.
Окончил лечебный факультет Крымского государственного медицинского института в 1972 году, доктор медицинских наук (1996; диссертация «Функциональный резерв сердечно-сосудистой системы при адаптации и патологии человека на Крайнем Севере и в Антарктиде»; научные консультанты Л. Д. Сидорова и Н. Р. Деряпа; официальные оппоненты А. В. Ефремов, А. Д. Куимов и Л. А. Трунова). Владел множеством языков: хинди, португальским, английским, которые изучил самостоятельно. Проводил исследования в Антарктиде, Индии, Аляске. Действительный член РАЕН и Академии полярной медицины и экстремальной экологии.
Жил в Новосибирске, в 1992 году вступил в ЛДПР. Работал руководителем лаборатории Института общей патологии и экологии человека Сибирского отделения Российской академии медицинских наук (г. Новосибирск).

### Депутат Государственной думы
В 1995 году включен в федеральный список кандидатов ЛДПР, избран в ГосДуму, представлял Новосибирскую область, был заместителем председателя Комитета по охране здоровья (и председателем подкомитета по медицинской науке, образованию и информатике, ведомственной медицине, международным и межпарламентским связям).
Был единственным депутатом от ЛДПР, который поддержал импичмент Ельцину. В 1998 году создал организацию русских националистов «СПАС». 3 апреля 1999 года вышел из фракции ЛДПР, а движение «СПАС» выдвинула список кандидатов Госдуму, первое место в списке получил неонацист, основатель РНЕ Александр Баркашов, второе — Давиденко. ЦИК отказал списку в регистрации.
В учрежденной в декабре 2001 году партии «Народная воля» Давиденко получил пост заместителя председателя партии. В 2003 году к выборам в Госдуму 4 созыва вступил в коалицию «Родина», и попал в федеральный список кандидатов, но был вычеркнут. Вышел из «Народной воли».
Участвовал в выборах 2003 года по Заельцовскому округу как самовыдвиженец.
В 2006 году выступил одним из основателей националистического движения Партия Защиты Российской Конституции «РУСЬ» (ПЗРК «Русь»), другим учредителем движения был также бывший депутат Госдумы от ЛДПР Михаил Петрович Бурлаков.
Умер 7 декабря 2008 года от сердечного приступа в поезде.